# 국도 제113호선 (일본)

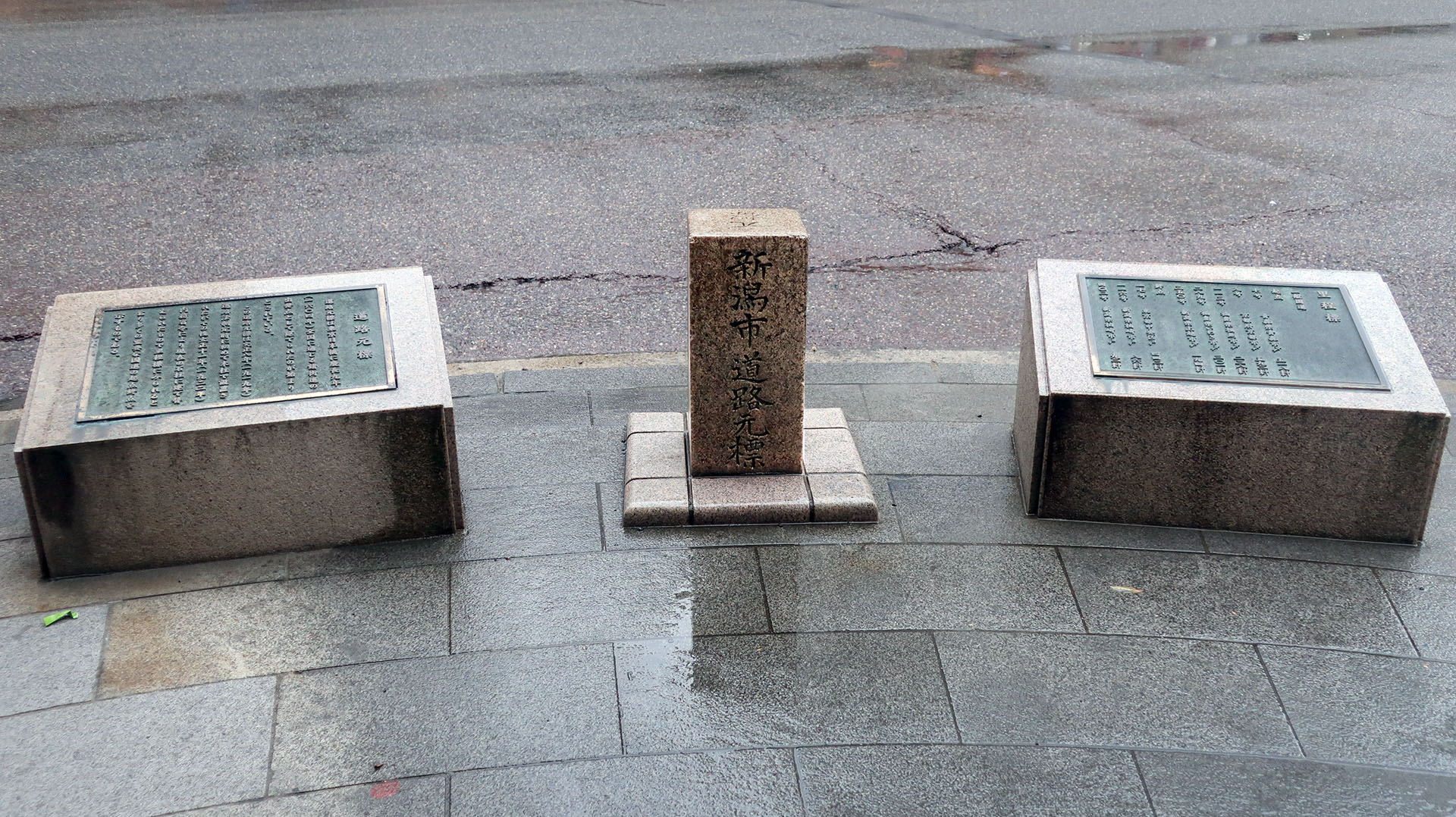
113번 국도의 기점. 니가타현 니가타시 주오구 혼초 교차로에 설치된 니가타시의 도로원표이다.

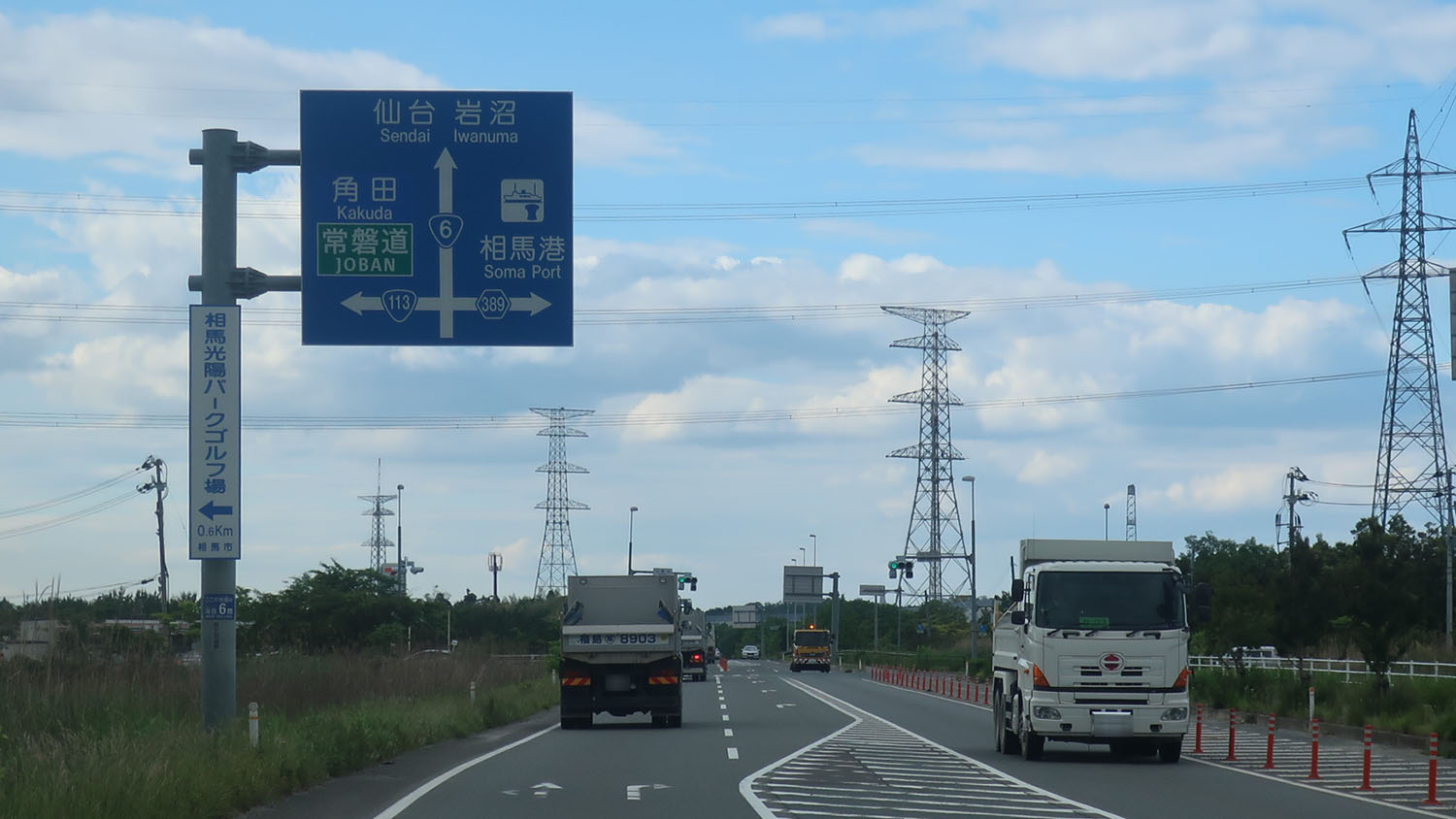
113번 국도의 종점. 후쿠시마현 소마시 고요키타 교차로.

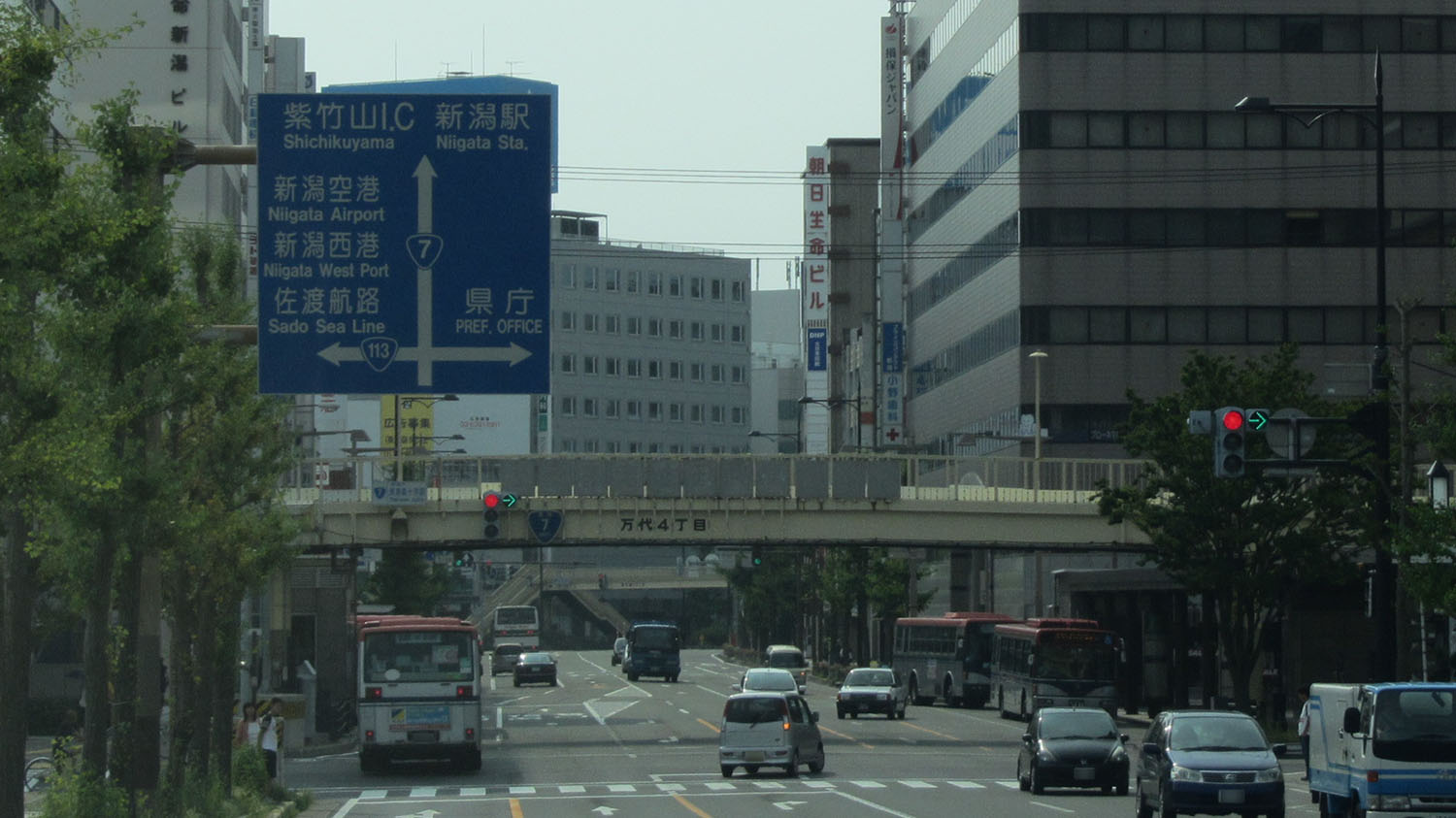
국도 제7호선과의 분기. 니가타현 니가타시 주오구 반다이

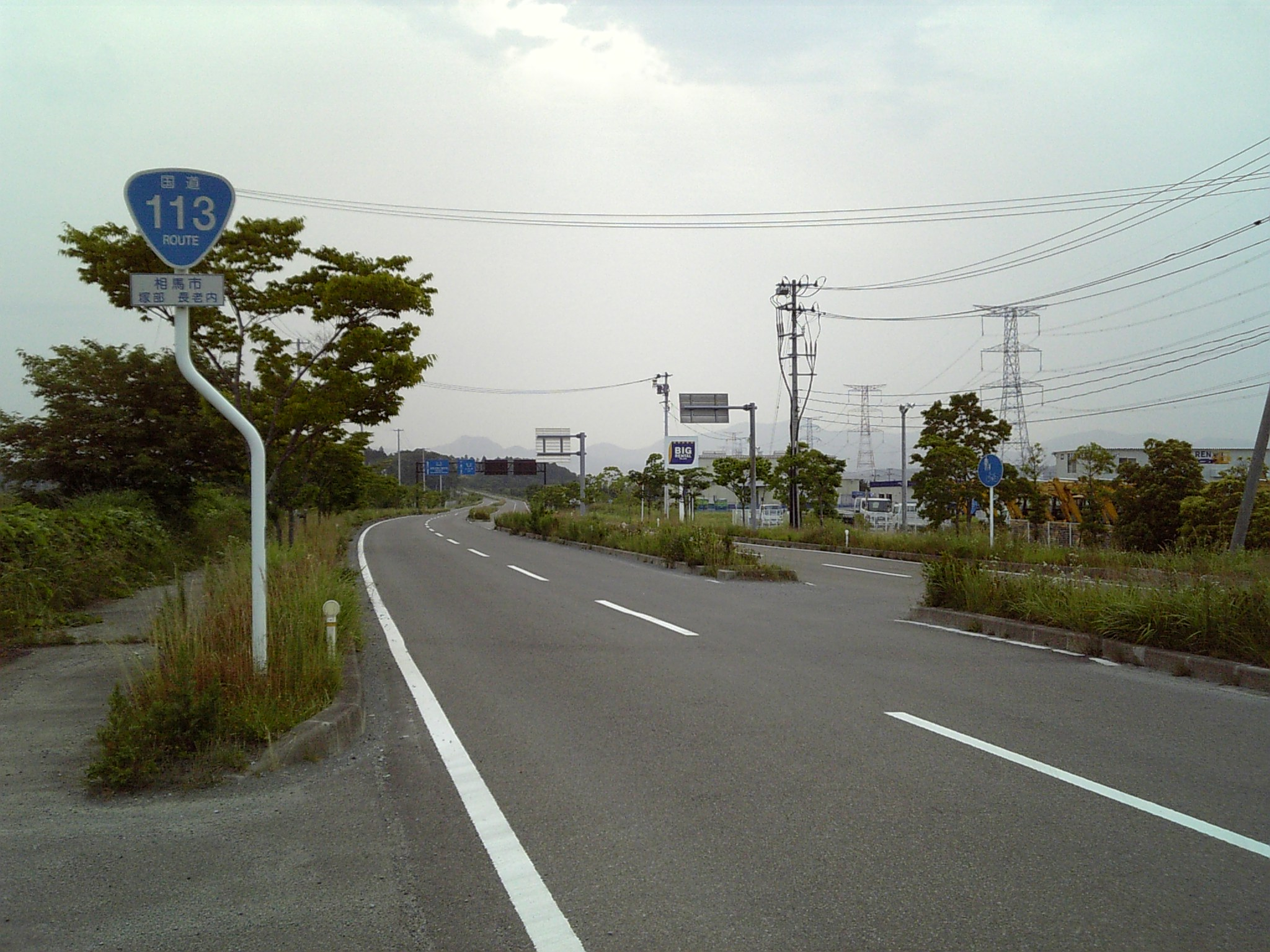
종점이며, 소마 바이패스 부근

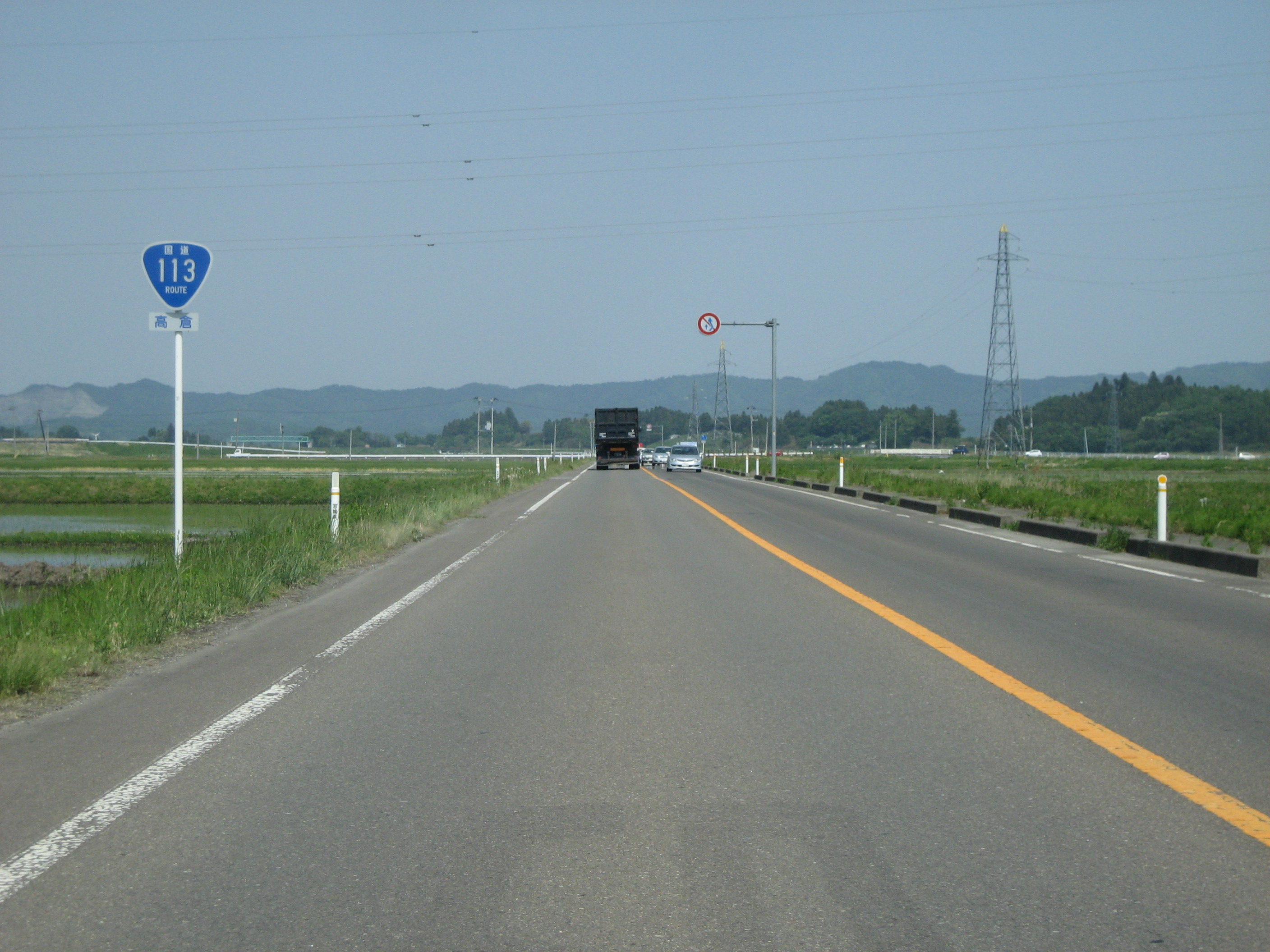
미야기현 가쿠다시 다카쿠라

국도 제113호선(일본어: 国道113号)은 니가타현 니가타시 주오구의 혼초 교차로에서 출발하여, 야마가타현과 미야기현을 거쳐 후쿠시마현 소마시까지 이어주는 총 연장 237.9 km, 실제 연장 236.3 km, 현도 217.6 km의 거리를 가진 일본의 일반 국도이다.

## 개요
대체적으로 보면, 고규격 바이패스 도로도 곳곳에서 개통되어 있는 경우도 있고, 국도 제49호선, 국도 제115호선, 국도 제121호선과 함께 센다이·야마가타 - 니가타 간의 주요 간선도로로 병렬되어 있는 도로이기도 하다.

### 노선 정보
일반 국도의 노선을 지정하고 있는 정령에 의거한 기종점 및 경유지는 다음과 같다. 
- 기점 : 니가타시 (주오구 혼초 교차로 = 국도 제7호선 및 국도 제8호선과의 기점이자 국도 제116호선과의 종점)
- 종점 : 소마시 (고요키타 교차로 = 국도 제6호선과의 교점)
- 중요한 경과지 : 도요사카시[1], 니가타현 기타칸바라군 나카조정[2], 같은 현의 이와후네군 아라카와정[3], 같은 군의 세키카와촌, 나가이시, 난요시, 야마가타현 히가시오키타마군 다카하타정, 미야기현 갓타군 시치카슈쿠정, 시로이시시, 가쿠다시, 미야기현 이구군 마루모리정 등
- 총 연장 : 237.9 km
- 중용 연장 : 1.5 km[4]
- 실제 연장 : 238.4 km
  - 현도 : 217.6 km
  - 구도 : 7.0 km[5]
  - 신도 : 11.0 km
- 지정 구간 : 다음과 같음
  - 니가타현 니가타시 주오구 혼초도리 7초메 1054-2 ~ 반다이 3초메 2452-9 (국도 제7호선과의 중복 구간)
  - 니가타현 무라카미시 사카마치 3528-3 ~ 야마가타현 난요시 아카유 2977-1 (주몬지 교차로 = 국도 제7호선과의 교점, 아카유 교차로 = 국도 제13호선과의 교점)

## 연혁
- 1953년 5월 18일 : 2급 국도 113호 니가타 야마가타 선(니가타시 - 야마가타시)으로 지정 시행
- 1965년 4월 1일 : 국도의 1, 2급 구분 폐지 및 일부 개정에 따라 일반 국도 113호선으로 전환
- 1970년 4월 1일 : 종점부에 한하여 난요시에서 먼저 경유하여 경로가 소마시까지 연장됨에 따라, 일반 국도 113호선(니가타시 - 소마시)으로 명칭 변경

## 지리

### 통과하는 지자체
- 니가타현
  - 니가타시 (주오구 - 히가시구 - 기타구) - 기타칸바라군 세이로정 - 시바타시 - 다이나이시 - 무라카미시 - 이와후네군 세키카와촌
- 야마가타현
  - 니시오키타마군 오구니정 - 니시오키타마군 이데정 - 히가시오키타마군 가와니시정 - 나가이시 - 히가시오키나마군 가와니시정 - 난요시 - 히가시오키나마군 다카하타정
- 미야기현
  - 갓타군 시치카슈쿠정 - 시로이시시 - 가쿠다시 - 이구군 마루모리정
- 후쿠시마현
  - 소마군 신치정 - 소마시

### 교차하는 도로
※ 단, 현도 (県道)만 배제.

#### 고속도로, 농업 도로
- 니혼카이 도호쿠 자동차도(일본어판, 중국어판)
- 도호쿠 주오 자동차도
- 구마니시 광역 농도(일본어판)[6]
- 조반 자동차도

#### 일반 국도
※ 간접적으로 접근되는 국도 노선들은 배제.
- 국도 제116호선
- 국도 제7호선
- 국도 제350호선
- 국도 제345호선
- 국도 제290호선
- 국도 제287호선
- 국도 제399호선
- 국도 제13호선
- 국도 제4호선
- 국도 제349호선
- 국도 제6호선

#### 주요 고개
- 우쓰 고개(일본어판) (해발 고도 390m)
- 니주쿠 고개(일본어판) (해발 고도 550m)
- 오사와 고개 (해발 고도 150m)